# Ugo Ferrandi
Ugo Ferrandi (Novara, 6 de enero de 1852 - ib., 28 de octubre de 1928) fue un marino, comerciante y explorador italiano.

## Biografía
Nació en una rica familia de terratenientes. Estudió en el Instituto Náutico de Génova, convirtiéndose en capitán de larga distancia a la edad de 22 años. 
Trabajó para la compañía Bienenfeld como agente y se instaló en la costa de Somalia, dedicándose al comercio costero con Mogadiscio y Arabia. Luego dejó Somalia y se dirigió a la Eritrea italiana, donde trabajó como asesor y corresponsal de varios periódicos. Permaneció aquí hasta mayo de 1888, cuando el gobierno de la colonia eritrea pasó al general Baldissera.
En febrero de 1889 trabajó en la región etíope de Harar, desde donde envió información a la Sociedad de Exploración Comercial de Milán sobre las condiciones del país. Las cualidades demostradas por Ferrandi para la elaboración de informes impulsaron a la sociedad milanesa a confiarle la tarea de realizar varios viajes para reconocer la costa somalí. Ferrandi visitó todos los puertos de aquella costa, llegando hasta el curso del río Juba. La exploración tenía como objetivo recopilar información para la  penetración política y económica en el interior de Somalia. Establecer buenas relaciones comerciales con los gobiernos locales era igualmente importante para la Sociedad de Exploración Comercial, en busca constante de nuevos mercados. 
En 1893 se le encargó realizar una nueva exploración comercial de la zona, esta vez de acuerdo con la Sociedad Geográfica Italiana, bajo cuyos auspicios se organizó la expedición de Vittorio Bottego, con la que Ferrandi entraría en contacto varias veces. En 1895, participó en la segunda expedición de Bottego, con la tarea de establecer una estación italiana en Luuq, de la que fue puesto al mando. Permaneció en esa ciudad hasta 1897. Su libro Lugh emporio commerciale sul Giuba, publicado en 1903, constituye una importante contribución al conocimiento histórico y geográfico del interior de Somalia.
Una vez cumplida su misión, Ferrandi permaneció en Somalia algunos años más al mando de la estación de Bardera (en somalí, Baardheere). Regresó a Luuq en 1910 y tres años más tarde fue designado Comisionado del Alto Juba, y más tarde Comisionado del Norte de Somalia.
Cuando cumplió los setenta años, regresó a su Novara natal, donde murió en octubre de 1928. 